# Villa Pisani (San Pietro di Stra)
Villa Pisani, detta "La Barbariga", è una villa veneta situata a San Pietro di Stra, in località Barbariga.
È uno dei più pregevoli palazzi della Riviera del Brenta, delimitato a nord dalla riva destra del Naviglio e a sud dalla strada comunale via Barbariga.

## Storia
Nel 1581 il patrizio veneziano Marco Pisani, del ramo detto "dal Banco", dichiarava di possedere a Fiessetto (come era un tempo nota la zona) un possedimento composto da otto campi con casa padronale, orto e brolo annessi. Dalla stessa fonte si viene anche a sapere che il Pisani aveva acquistato il complesso dagli eredi di Flaminio Mazza.
I documenti degli anni successivi testimoniano la continua frequentazione della villa da parte dei discendenti. Il palazzo dell'epoca, tuttavia aveva forme molto più semplici, come testimoniato da un'incisione di Vincenzo Maria Coronelli del 1709: era un piccolo fabbricato caratterizzato dal tradizionale impianto tripartito, a un solo piano e ammezzato superiore, affacciato a nord su un giardino ad aiole. In base a questa raffigurazione, si è ipotizzato che l'edificio citato nel 1581 avesse subito una riedificazione all'inizio del Seicento.
Superato un periodo di difficoltà economiche, grazie al matrimonio tra il proprietario Girolamo Pisani e Chiara Pisani, del ramo detto "Moretta", verso la metà del Settecento il complesso subì alcuni importanti ampliamenti. Un'incisione di Giovanni Francesco Costa mostra l'aggiunta di un grande fabbricato a destra della casa padronale e di terrazzi a coronamento delle due ali della stessa. Elena Bassi attribuisce questi interventi a Domenico Rossi, che era in quegli anni proto dei Pisani.
Attorno al 1770 Pietro Vittore Pisani intraprese nuovi ingrandimenti e restauri. L'edificio venne allungato, verso est e verso ovest, con la costruzione di due lunghe ali laterali porticate, opere forse di Pietro Checchia. Il giardino fu pure arricchito, aggiungendovi statue attribuite ad Antonio Gai.
La villa subì nuove sistemazioni sino ai primi dell'Ottocento, specialmente su volere di Chiara Pisani, moglie di Giovanni Barbarigo, e su progetto di Giannantonio Selva (quest'ultimo sarebbe, in particolare, l'autore dell'oratorio). Anche il parco fu modificato, secondo i canoni paesaggistici "all'inglese". Allo stesso periodo risalirebbe la torre dell'orologio, ubicata a sud dell'ingresso, oltre la strada.
Alla fine dell'Ottocento la villa fu ereditata dai de Lazara Pisani Zusto, per poi passare, negli anni Sessanta, ai Dalle Molle, ai quali tuttora appartiene. In tempi recenti ha ospitato un centro di ricerche filosofiche e scientifiche. Ora appartiene alla famiglia CECCHETTO

## Architettura
La casa padronale ha uno sviluppo decisamente orizzontale, a causa delle due ali aggiunte nella seconda metà del Settecento. 
Il nucleo centrale deriva dall'originaria villa secentesca e si sviluppa su due piani, organizzandosi secondo il tipico schema tripartito. La facciata principale, rivolta a sud, è perfettamente in linea con i canoni architettonici del tempo. Il portale a tutto sesto, anticipato da una breve scalinata con balaustrata, si trova lungo l'asse mediano ed è affiancato da semplici aperture rettangolari. Al piano superiore si colloca una trifora con balcone in pietra, sovrastata da una cornice modanata. Il tutto è concluso dalla tipica sopraelevazione con timpano, raccordata al tetto mediante volute.
Le facciate delle due ali, adibite a funzioni di servizio e svago, sono invece più articolate e ricche. I fronti di entrambi sono scanditi da undici campate, con aperture delimitate da colonne affiancate da pilastri su cui si imposta una trabeazione continua. Tra un'apertura e l'altra si collocano vani chiusi da balaustre, ornati da cornici e timpani. Sopra la trabeazione si sviluppa un attico con finestre (alternativamente ellissoidali e rettangolari; queste ultime sono in parte coperte dai vertici dei timpani delle sottostanti finestre). La centralità delle facciate e resa da un timpano più ampio che compre tre campate.
A ponente della casa padronale si collocano le scuderie. Sempre sul lato occidentale, ma affacciato alla strada, sorge l'oratorio privato; ha una struttura semplice: la facciata è coronata da un timpano e al centro si trova il portale, con frontespizio a semicerchio. 

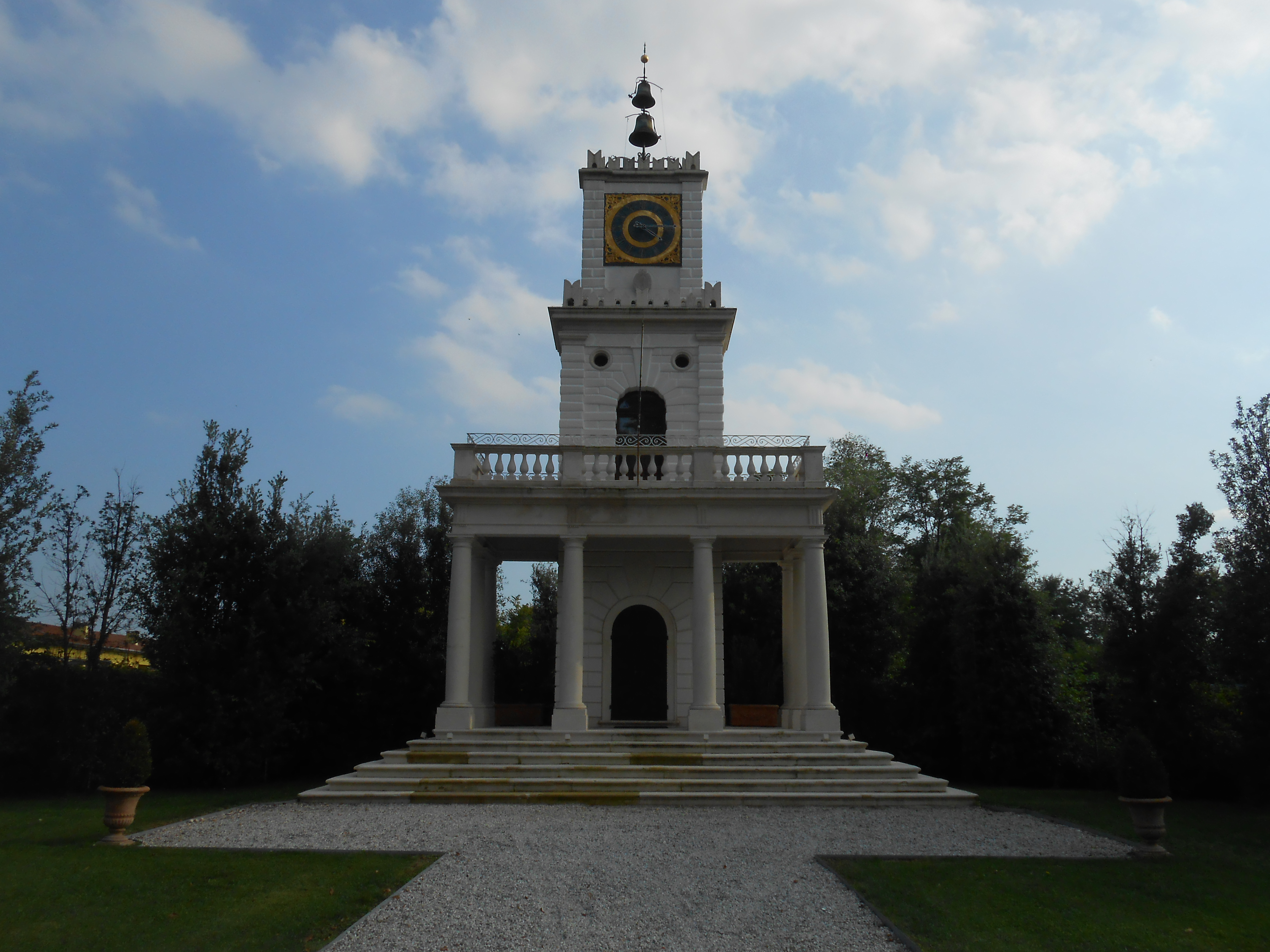
Orologio settecentesco

Oltre il limite della proprietà, al di là della strada, si trova una torre con orologio a pianta quadrata. Esso si sviluppa su tre livelli: il piano terra presenta un portico con colonne doriche, sopra le quali si imposta un terrazzo; al centro di questo si innalzano gli ultimi due piani, all'interno dei quali si trova la scala per l'accesso al meccanismo.
Come già accennato, il grande parco è un tipico giardino all'inglese con piante ad alto fusto, laghetti e montagnole. Sul suo limite settentrionale si trova l'ottocentesca "casetta del bosco", in stile neogotico.
Per quanto riguarda gli interni, la villa è ornata da affreschi e stucchi di varie epoche, tra i quali si segnala un ciclo di ornamenti a cineserie.